# Ehemaliger August-Euler-Flugplatz von Darmstadt
Ehemaliger August-Euler-Flugplatz von Darmstadt este o arie protejată (arie specială de conservare — SAC, sit de importanță comunitară — SCI) din Germania întinsă pe o suprafață de 69,53 ha, integral pe uscat.

## Localizare
Centrul sitului Ehemaliger August-Euler-Flugplatz von Darmstadt este situat la coordonatele 49°51′19″N 8°35′09″E / 49.8553°N 8.5858°E.

## Înființare
Situl Ehemaliger August-Euler-Flugplatz von Darmstadt a fost declarat sit de importanță comunitară în aprilie 1999 pentru a proteja 1 specie de plante și 16 specii de animale. Situl a fost protejat și ca arie specială de conservare în martie 2008.

## Biodiversitate
Situată în ecoregiunea continentală, aria protejată conține 4 habitate naturale: Vegetație psamofilă uscată cu pășuni deschise de Corynephorus și Agrostis, Pajiști calcaroase din nisipuri xerice, Pajiști uscate seminaturale și facies de acoperire cu tufișuri pe substraturi calcaroase (Festuco-Brometalia) (* situri importante pentru orhidee), Pajiști stepice subpanonice.
La baza desemnării sitului se află mai multe specii protejate:
- plante (1): Jurinea cyanoides
- păsări (16): fâsă-de-câmp (Anthus campestris), ciuf de câmp (Asio flammeus), erete de stuf (Circus aeruginosus), Corvus monedula, prepeliță (Coturnix coturnix), Falco peregrinus peregrinus, capîntortură (Jynx torquilla), sfrâncioc roșiatic (Lanius collurio), ciocârlie de pădure (Lullula arborea), gaia neagră (Milvus migrans), gaia roșie (Milvus milvus), pietrar sur (Oenanthe oenanthe), viespar (Pernis apivorus), ciocănitoare verzuie (Picus canus), mărăcinar (Saxicola rubetra), mărăcinar negru (Saxicola torquatus)

Pe lângă speciile protejate, pe teritoriul sitului au mai fost identificate 17 specii de plante, 2 specii de păsări, 14 specii de nevertebrate, 1 specie de reptile.